# Parque Nacional do Tsingy de Namoroka
O Parque Nacional do Tsingy do Namoroka é situado no Nordoeste Madagáscar, na região de Boeny. 
Os Tsingy são um planalto de calcário que milhares de anos de erosão pela água e pelo vento esculpiram e transformaram numa densa floresta de aguçadíssimos picos calcários, que chegam até 100 metros de altura.

## Historia
O Parque Nacional do Tsingy de Namoroka foi estabelicido em 1927 et foi transformado em reserva especial em  1966.

## Geografia
O parque fica à 150 km da cidade de Mahajanga na costa do Canal de Moçambique, perto do povoado de Soalala.
Ele é na vizinhança do Parque Nacional da Baia de Baly‎.